# Avenida Prestes Maia
A Avenida Prestes Maia é um dos mais importantes logradouros da capital paulista, Brasil. Está localizada na região central da cidade, servindo de ligação a outras grandes vias arteriais da cidade. Faz parte do Corredor Norte-Sul.
Por estar em uma região financeira e comercial da cidade, a avenida sofre com muitos congestionamentos, principalmente na hora do rush.
A avenida tem continuidade na Avenida Tiradentes, na região do Bom Retiro, que a partir dessa faz ligação com a Marginal Tietê.

## Histórico
A primeira sede do Instituto Dona Ana Rosa, e que foi o primeiro de ensino privado em São Paulo, ficava na Chácara do Barão Souza Queiroz, que hoje seria onde a Avenida Prestes Maia cruza com a Senador Queiroz.